# Torre de la Barreira
La torre de la Barreira, conocida en menor medida con el nombre de casa o fortaleza de la Barreira, es un castillo actualmente en estado ruinoso ubicado en la parroquia de Riobó (municipio y partido judicial de La Estrada) de la provincia de Pontevedra (España).
Está situada en el monte de la Barreira y cerca de la ciudad de Santiago de Compostela.

## Historia

### La Barreira en la Alta Edad Media
En el reinado de Alfonso VII de León toda la zona de Tabeirós pasó a manos de los arzobispos de Santiago de Compostela, que a cambio renunciaron a la posesión del castillo de Faro, en la provincia de La Coruña, y el historiador Manuel Mosquera Agrelo señaló que tras su incorporación al señorío de los arzobispos compostelanos la Barreira pasó a ser un enclave fundamental en el sistema administrativo de la comarca de Tabeirós y también a la hora de recaudar las rentas de la zona, ya que se convirtió en el punto clave del camino que conducía a las ciudades de Orense o Santiago de Compostela.
Además, dicho autor afirmó que este castillo merece recibir el nombre de «fortaleza», ya que en el 96% de los casos es mencionada con este nombre en los libros, y también señaló que una fortaleza medieval era el máximo rango que se podía alcanzar dentro de la arquitectura militar o «del poder» en la Edad Media. Además, el mismo historiador señaló que la Barreira fue una de las fortalezas más importantes del territorio controlado por los arzobispos de Santiago, que en alguna ocasión llegarían a residir en ella aunque solo durante breves estancias. Sin embargo, sí hay constancia de que en la fortaleza había un merino que era nombrado directamente por el arzobispo de Santiago o por el individuo que tuviera la fortaleza a su cargo, y también de que hubo numerosos merinos a lo largo del tiempo y de que no ocuparon el cargo mucho tiempo. Y Mosquera Arelo afirmó que alguna de las torres de la Barreira o el bastión de su puerta de entrada pudo ser usado como hogar o residencia por los administradores de la fortaleza.

### El asedio de 1342

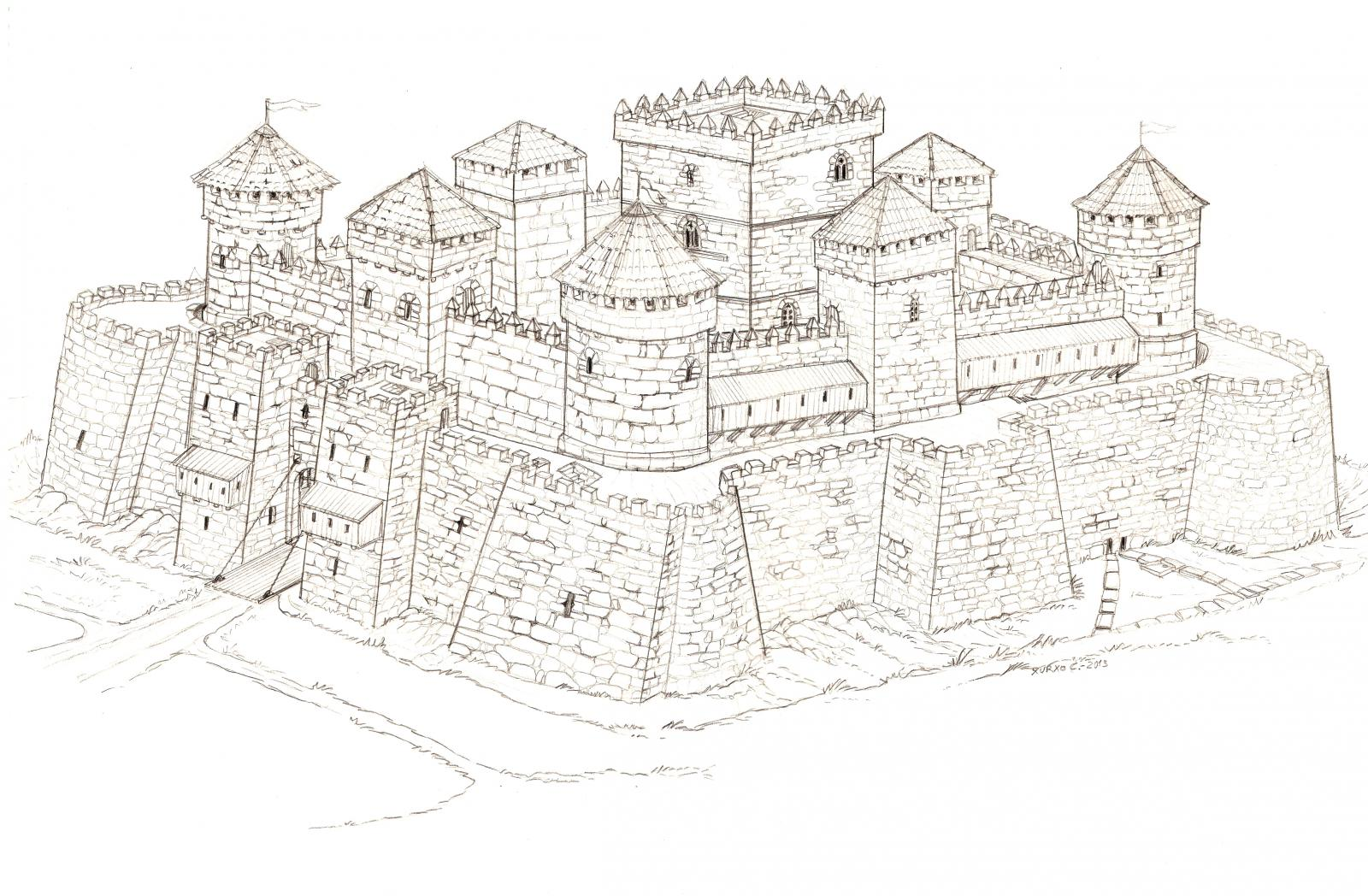
Posible reconstrucción del castillo de la Rocha Forte, que perteneció a los arzobispos de Santiago de Compostela. (Provincia de La Coruña).

La fortaleza de la Barreira pertenecía en 1342 a un noble llamado Vasco Pérez, y el día 5 de abril de ese mimo año el rey Alfonso XI de Castilla le ordenó que rindiera homenaje al arzobispo Martín Fernández de Gres por la Barreira, ya que esta se hallaba dentro del señorío o pértiga de la Iglesia de Santiago de Compostela y había pruebas de que desde allí se cometían en esa época «toda clase de violencias» contra los habitantes de la comarca y los peregrinos. Y en relación con ese mandato del rey el canónigo e historiador Antonio López Ferreiro señaló que:

Había sido dado en vista de la representación que el Arzobispo hiciera en Sevilla el año anterior, y del voto emitido por caballeros ancianos et de buena ffama vasalos de la dicha Iglesia á quienes se había consultado sobre este particular.

Sin embargo, Vasco Pérez se negó a rendir homenaje por la torre de la Barreira al prelado compostelano, aunque «fingiendo
gran lealtad», en palabras de López Ferreiro, acudió a luchar junto al rey Alfonso XI en el sitio de Algeciras, y Eduardo Pardo de Guevara y Valdés señaló que ese noble «se las ingenió para conseguir el favor» durante el asedio del monarca castellano, aunque previamente dejó la Barreira en manos de numerosos «hombres desalmados y dispuestos a cometer toda clase de atropellos», creyendo que el arzobispo acudiría junto con sus tropas a ayudar al rey en el cerco de Algeciras y que no prestaría atención a las tropelías que se llevaban a cabo desde aquella. Y los individuos que habían quedado en la Barreira, según López Ferreiro, «no defraudaron las esperanzas» de Vasco Pérez, ya que la fortaleza se convirtió en una guarida de bandidos desde la que se llevaban a cabo toda clase de robos y violencias contra los habitantes de la zona.
Sin embargo, antes de dirigirse a Algeciras el arzobispo Martín Fernández de Gres «se creyó en el deber de deshacer aquel nido de malhechores», aunque la conquista de la Barreira era una empresa difícil, ya que se hallaba bien defendida por hombres habituados «a toda clase de aventuras». Sin embargo, el prelado compostelano comenzó a asediarla en el verano de 1342 acompañado por varios de sus canónigos y del chantre Suero Gómez, y López Ferreiro señaló que:

Comenzó por cercar el castillo y construir una gran bastida, ó sea torre movible de madera, desde la cual se pudiesen combatir (a) los defensores de la fortaleza.

No obstante, el 24 de septiembre de 1342, y mientras se hallaba en el asedio de la Barreira, el arzobispo compostelano recibió una carta despachada por Alfonso XI desde Algeciras en la que el monarca le rogaba que levantara el asedio y suspendiera la construcción de la bastida que se estaba construyendo para tomar la Barreira, ya que el rey afirmaba que Vasco Pérez permanecía junto a él mientras se asediaba Algeciras, y este último había rogado al soberano «que se dejasen estar las cosas en el estado que antes tenían mientras él no fallase en derecho lo que debería hacerse». Y cuando terminó de leerse esa carta, el mensajero o correo que el rey había enviado, Juan Pérez, leyó el «escrito de intimación» en el que Alfonso XI ordenaba al arzobispo que cumpliera lo que le había manifestado en la carta anterior, ya que el monarca «había acogido bajo su guarda y encomienda» a Vasco Pérez y a todos sus bienes.

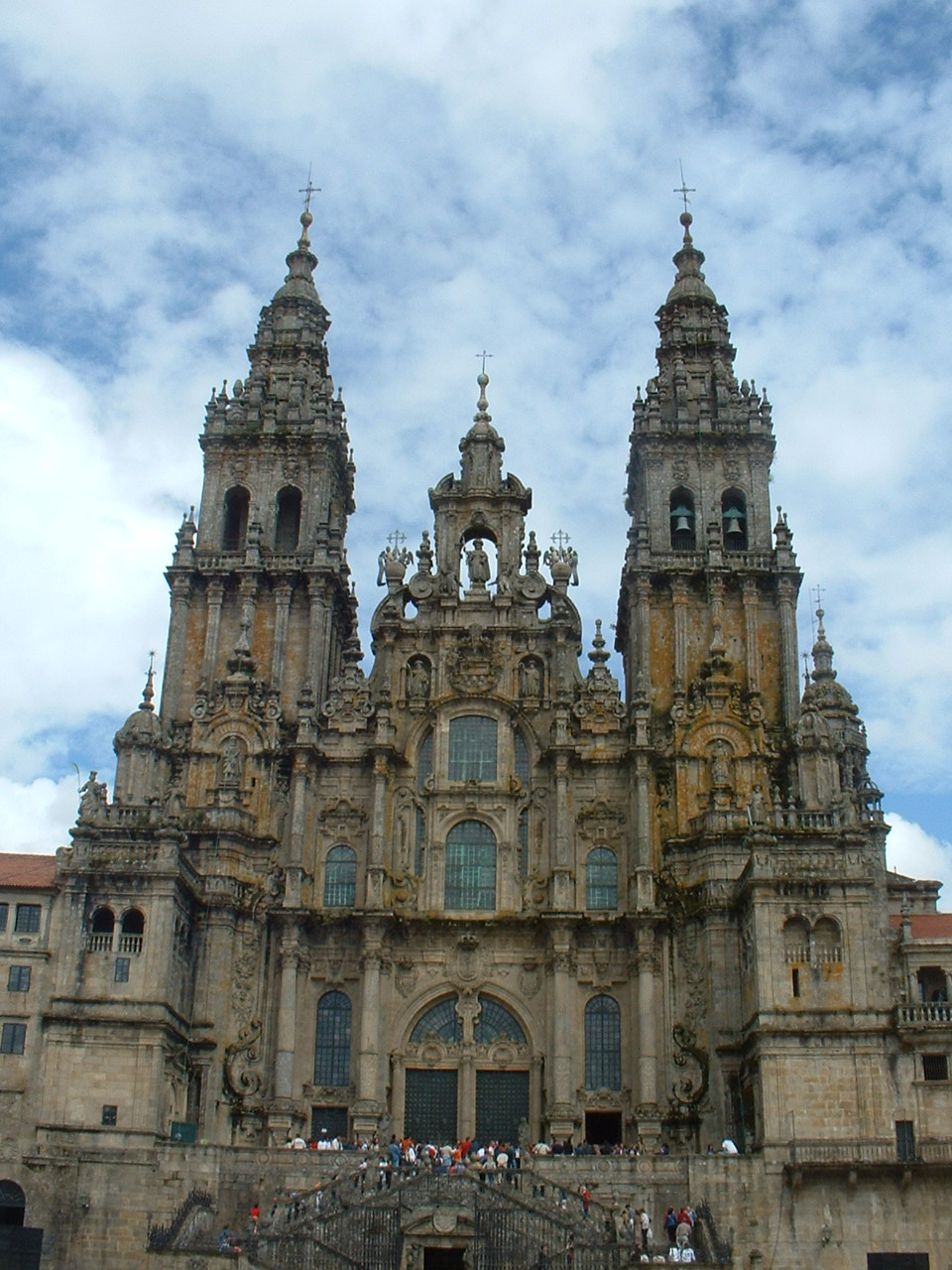
Fachada del Obradoiro de la catedral de Santiago de Compostela.

Sin embargo, la repuesta del prelado consistió, según afirmó López Ferreiro, en solicitar que se le dejara una copia de la carta del rey y de su «notificación», y dos días después, el 26 de septiembre de 1342, envió al rey una carta en la que insertó la orden que el monarca había dado el 5 de abril de ese mismo año en Tordesillas ordenando a Vasco Pérez, bajo pena de muerte y de confiscación de todos sus bienes, que rindiera homenaje al prelado por la torre de la Barreira. Y en su respuesta al rey el arzobispo también declaró que Vasco Pérez no solamente había desobedecido al rey al no rendir homenaje, sino que había dejado la fortaleza en manos de «malhechores que estragaban la tierra y cometían toda clase de fechorías», que antes de comenzar a asediarla había solicitado a sus moradores que la entregasen al merino mayor de Galicia, Lope Díaz de Rojas, «que se hallaba presente para que éste la tuviese de su mano», y también que ya había informado al monarca de todo este asunto por medio del pertiguero mayor de Santiago, Pedro Fernández de Castro, por otras cartas o «instrumentos» que se habían intercambiado sobre el asunto. Y la carta del prelado al rey, cuyo fragmento final transcribió López Ferreiro, concluía solicitándole que reconsiderara el cumplimiento de la sentencia que él había otorgado en Tordesillas y donde ordenaba a Vasco Pérez que rindiera homenaje al prelado por la torre de la Barreira:

Atreuendose aa merece de noso señor el Rey et por que sabe que se paga de Justina o dito señor Rey et quer que se faça et censurando da sua sentença (la dada en Tordesillas) o puyna todo na sua mao et na sua merece et lle pedía por onrra de Santiago que teuesse por ben de veer a dita sentença que por el fora dada... e que mande sobre lo lo que sua merce ffor et el que assy o gardara et comprira em todo, que el et a jglesia de Santiago et a suas cassas et fortalezas todas som para seruiço de deus et de noso señor el Rey.

De esta carta que el arzobispo Martín Fernández de Gres envió al rey se hicieron dos copias o «traslados», y hay constancia de que uno quedó en poder del prelado y el otro fue enviado al rey por medio del mensajero o correo Juan Pérez. Sin embargo, López Ferreiro señaló que de los documentos que se han conservado de este asunto no es posible inferir cuál fue el desenlace del asedio de la Barreira, aunque sí señaló que Vasco Pérez «debió de ser despojado, como exigían sus merecimientos, de la posesión de la Torre de la Barreira», que a partir de entonces perteneció a los arzobispos de Santiago de Compostela.

### La Barreira y el conde Pedro Enríquez (1379-1400)

Escudo de armas del conde Pedro Enríquez, nieto de Alfonso XI de Castilla.

En 1379 el conde Pedro Enríquez de Castilla, que era nieto del rey Alfonso XI y conde de Trastámara, Lemos y Sarria, donó a Ruy Soneira de Rioboo, que era un «fidalgo notorio» y vasallo suyo, las feligresías de San Martín de Riobó, donde se hallaba la torre de la Barreira, y la de Corcoesto. Y hay constancia de que el conde Pedro Enríquez, que también era pertiguero mayor de Santiago, se apoderó de la «famosa» torre de la Barreira, en palabras de López Ferreiro, y la reedificó por completo, a pesar de que con ello quebrantaba la disposición que le obligaba, por ser el pertiguero mayor de la tierra de Santiago, a no poseer castillos o casas fuertes en territorio compostelano.
En 1384 el arzobispo de Santiago de Compostela, Juan García Manrique, y el conde Pedro Enríquez iniciaron un pleito por la posesión de diversas propiedades entre las que figuraban la fortaleza y el territorio de Castro de Montes y la torre de la Barreira, que era reclamada por ambos magnates junto con las tierras de esa zona. El pleito se intentó resolver ante la Real Audiencia, siendo los oidores en esos momentos el arzobispo de Toledo, Pedro Tenorio, el obispo de Oviedo, Gutierre de Toledo, y los doctores Álvar Martínez, Juan Alfonso y Pero Fernández. Y en la sentencia que se pronunció en Torrijos sobre el asunto el 17 de marzo de 1384 quedó establecido que el conde Pedro Enríquez debería devolver todas esas propiedades al arzobispo compostelano en un plazo de treinta días a contar desde la publicación de la sentencia, y también abonar los costes del proceso, que ascendieron a mil trescientos cincuenta y nueve maravedís.
Y Antonio López Ferreiro señaló que tal vez se debiera a «manejos del conde» Pedro Enríquez el hecho de que el alcalde del rey, Fernán Sánchez de León, exigiese a principios de 1385 que el castillero o alcaide de la torre de la Barreira, cuya posesión se disputaban el conde y el arzobispo Juan García Manrique, rindiera pleito homenaje, aunque hay constancia de que el rey Juan I de Castilla prohibió el día 3 de febrero de ese mismo año que el homenaje se llevara a cabo.
Pero a pesar de que en la sentencia emitida en Torrijos en 1384 había quedado establecido que todos esos bienes deberían ser devueltos al arzobispo compostelano por el conde de Trastámara, este último, alegando diversos derechos y arguyendo «un pretexto detrás de otro» consiguió posponer la aplicación de la sentencia y retuvo todos esos bienes, ya que en el caso de la torre de la Barreira alegaba que la había recibido por herencia de Pedro Yáñez Saraza, a través del testamento que este último otorgó en 1371 en la ciudad de Oporto, y que la había reconstruido a sus expensas, aunque López Ferreiro, irónicamente, señaló que se desconocía «cómo» Pedro Yáñez Saraza había llegado a ser el dueño de la torre.
El 24 de noviembre de 1388, hallándose el arzobispo Juan García Manrique y el conde Pedro Enríquez en Medina del Campo, ambos acordaron someterse al veredicto que emitiera una comisión, a la que otorgaron amplios poderes, que estaba compuesta por Lope Gómez de Lira, Fernán Pérez de Andrade y Juan Rodríguez de Biedma, y quedó establecido que esta comisión o tribunal tendría potestad para hacer cumplir el veredicto que se estableciera acerca de la posesión de esos bienes y para sancionar con una multa de 10.000 doblas de oro castellanas al arzobispo o al conde en caso de que alguno de ellos no se sometiera al veredicto establecido.
 

Y el 10 de diciembre de 1388, en Medina del Campo, los miembros de la comisión antes mencionada sentenciaron que el conde de Trastámara jamás había tenido «derecho alguno» sobre el territorio de Tabeirós ni sobre la torre de la Barreira, por lo que quedaba obligado a «desembargar» y a devolver esas propiedades al arzobispo y a conseguir que su esposa, la condesa Isabel de Castro, aceptara esta sentencia y se comprometiera a respetarla en el futuro. Sin embargo, la sentencia de la comisión no fue totalmente desfavorable para el conde, ya que para evitar que en el futuro se produjeran «discordias et contiendas et debates» quedó establecido que el arzobispo entregaría al conde en dos plazos consecutivos 300 marcos de plata en concepto de las sumas que el conde había invertido en esas propiedades y otros 30.000 maravedís «de la moneda vieja» por lo que había gastado en las casas de la plaza de las Mazarelas de la ciudad de Santiago.

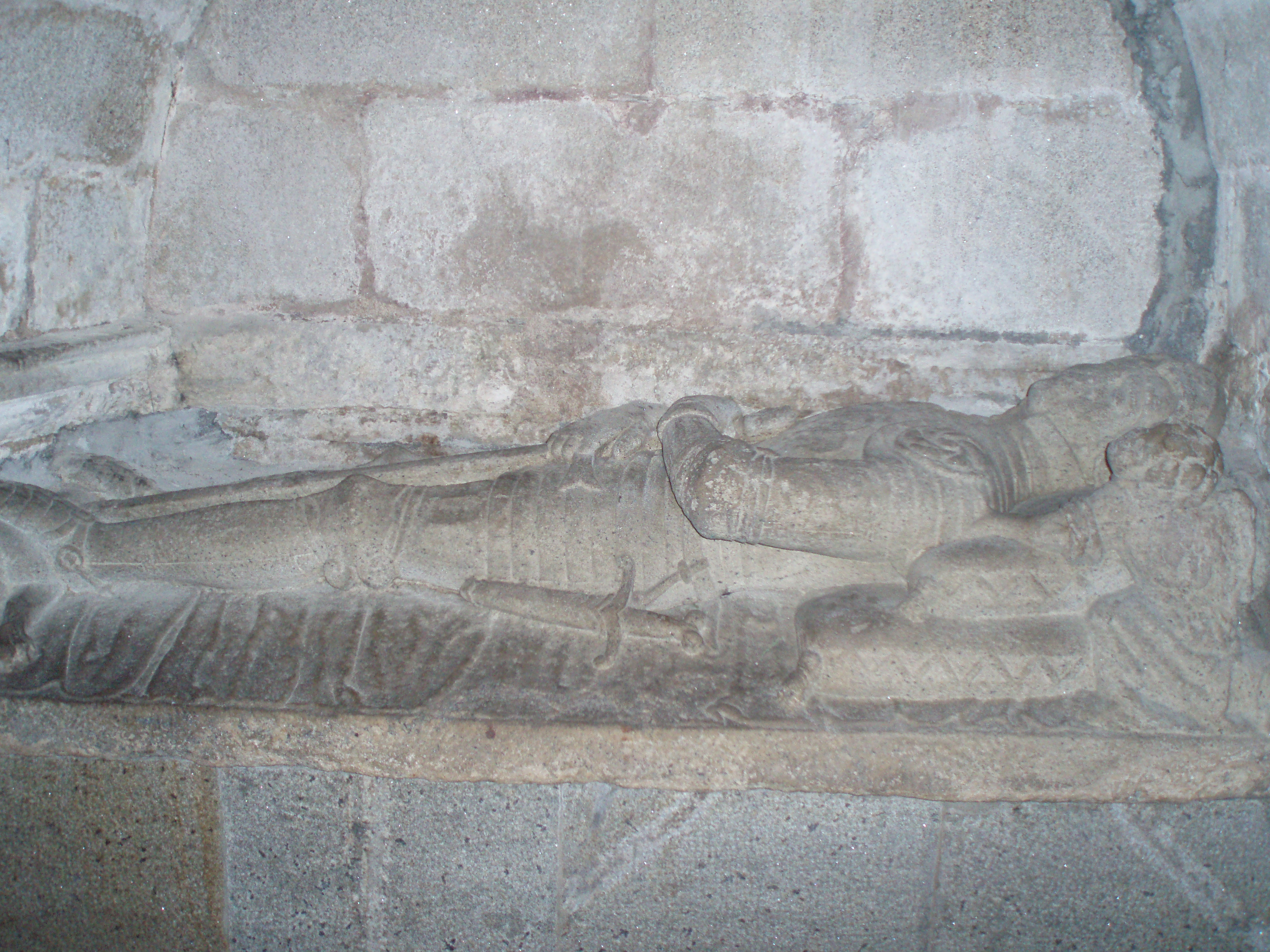
Sepulcro del conde Pedro Enríquez. (Iglesia de San Pedro de Lugo).

Además, Pardo de Guevara y Valdés señaló que el fallo emitido en Medina del Campo perseguía conseguir que el arzobispo y el conde quedaran satisfechos o al menos aceptaran la resolución de la comisión, y también que el pleito quedara resuelto para siempre, por lo que la compensación económica que «diplomáticamente» recibió el conde debe ser, en palabras de dicho autor, «entendida a modo de consolación» por su derrota. Además, la sentencia aprobada en Medina del Campo fue aceptada «sin reserva alguna» por el conde y su esposa, ya que ambos se comprometieron «bajo juramento» a respetar la sentencia en lo sucesivo, y López Ferreiro añadió que en el Archivo arzobispal de Santiago se conservaban las «cartas de pago dadas por el conde» sobre los 300 marcos de plata y los 30.000 maravedís que recibió a modo de compensación. Sin embargo, Pardo de Guevara subrayó el hecho de que aunque la sentencia «no hería o desairaba» ni al conde ni al arzobispo, sí era una nueva y clara victoria del prelado y ponía de relieve la débil y «poco brillante» posición del conde de Trastámara en la Corte, ya que el arzobispo había sabido defender los intereses de la sede compostelana y contaba, gracias al apoyo del Juan I de Castilla, que era primo carnal del conde Pedro Enríquez, con una inmensa «influencia».
Sin embargo, en sus últimos años de vida el conde de Trastámara reanudó con el arzobispo Juan García Manrique el pleito por la posesión de las fortalezas de Castro de Montes y de la Barreira, y hay constancia de que el 24 de octubre de 1398 se concedió un poder a los canónigos Alfonso Arias, Domingo Fernández de Cándamos, que era doctor en Decretos, y Juan Vázquez de Collora, licenciado en Leyes, para que prosiguieran el pleito ante la Corte castellana. Sin embargo, en el testamento que el conde Pedro Enríquez otorgó en la ciudad de Orense el 29 de abril de 1400, dos días antes de su muerte, cedió la «fortaleza y tierra de la Barreira», completamente «desembargada», al arzobispo de Santiago de Compostela, Lope de Mendoza, aunque previamente el prelado debería devolver al conde o a sus herederos la deuda que tenía con él y cuyo importe se desconoce.

### La Barreira en elsigloXV
En 1420 el arzobispo Lope de Mendoza entregó en encomienda al duque Fadrique Enríquez de Castilla, que era el hijo y heredero del conde Pedro Enríquez, la torre de la Barreira, que ya había sido a finales del siglo XIV, como señaló Pardo de Guevara y Valdés, «motivo de sonadas contiendas» entre el conde Pedro Enríquez y los arzobispos compostelanos, aunque conviene señalar que López Ferreiro señaló erróneamente que fue entregada al duque en 1424 por el arzobispo junto con la fortaleza de Castro de Montes «para que las amparase y defendiese».
La torre de la Barreira fue destruida, al igual que otras muchas fortalezas, durante la Revuelta Irmandiña, aunque posteriormente fue reconstruida. Sin embargo, actualmente se encuentra en estado ruinoso.